# Трамвай «Желание» (фильм, 1951)
«Трамвай „Желание“» (англ. A Streetcar Named Desire) — чёрно-белый фильм-драма 1951 года, снятая режиссёром Элиа Казаном по одноимённой пьесе драматурга Теннесси Уильямса, удостоенной Пулитцеровской премии за лучшую драму в 1948 году. Главные роли исполняют Вивьен Ли и Марлон Брандо.
Современными историками «Трамвай „Желание“» признан классикой, и периодически включается в списки лучших кинокартин в истории: к примеру, Американским институтом киноискусства и IMDB, где фильм входил в топ-250. Американская киноакадемия отметила ленту Казана 12-ю номинациями на премию «Оскар», четыре из которых оказались победными, включая категорию «Лучшая актриса» для Вивьен Ли. Марлон Брандо мгновенно стал самым многообещающим актёром и заработал первую из четырёх последовательных номинаций на «Оскар» в категории «Лучший актёр». За всю историю премии только «Трамвай „Желание“», «Телесеть» (1976) и «Всё везде и сразу» (2022) были удостоены трёх «Оскаров» за актёрскую игру.
После выхода фильма Брандо, практически неизвестный на момент отбора актёров, поднялся до известности одной из главных голливудских звёзд. Роль Бланш Дюбуа, как позже признавалась сама Ли, привела её к безумию и заболеванию острой формой биполярного расстройства (маниакально-депрессивного психоза), которое в итоге косвенно повлияло на её уход из жизни в возрасте 53 лет. В 1995 году был снят ремейк картины.
В 1999 году фильм включён в Национальный реестр фильмов, обладая «культурным, историческим или эстетическим значением».

## Сюжет
Бланш Дюбуа (Вивьен Ли), увядающая, но всё ещё привлекательная бывшая учительница английского языка, приезжает в Новый Орлеан к сестре Стелле (Ким Хантер), живущей с мужем Стэнли Ковальским (Марлон Брандо), продавцом автозапчастей в бедном промышленном районе Французского квартала в полуразрушенном многоквартирном доме. Бланш осталась без работы и без средств к существованию.
Беременная Стелла рада появлению сестры, Стэнли же относится к Бланш настороженно. Воспитанная в образованной и богатой семье, Бланш стремится окружить себя красотой и имитацией роскоши, и оказывается в жёстком конфликте со Стэнли — рабочим из пролетариата и реалистом, который не принимает её вычурных манер, притворства и фантазий. Бланш же считает Стэнли грубым и неотёсанным, смотрит на него сверху вниз, при том, что живёт за его счёт. Стэнли раздражает поведение Бланш, он не приемлет её лицемерие и высокомерие. Неприязнь и враждебность Стэнли к Бланш возрастает ещё сильнее, когда она позволяет себе вмешиваться в семейные отношения Стэнли со Стеллой, а также когда у неё начинается роман с другом Стэнли Митчем.
Стэнли и Стелла всё чаще начинают конфликтовать друг с другом из-за Бланш. Бланш провоцирует Стэнли оскорблениями, высказывается своей сестре Стелле о нем как о недочеловеке и примитивном животном, презрительно напоминает о его польском происхождении, показывая тем самым, что он не достоин её сестры. Стелла оказывается между двух огней, однако пытается защитить сестру, поэтому ей достаётся от Стэнли, несмотря на беременность: после его рукоприкладства Стелла сбегает к соседям, но позже возвращается к любимому мужу.
Во время посиделок за партией в покер Бланш знакомится с близким другом Стэнли Митчем — Гарольдом Митчеллом (Карл Молден). Впечатлившись наигранными манерами и привлекательностью Бланш, он начинает ухаживать за ней. На свидании она рассказывает ему, что уже была замужем и тот брак нанёс ей душевные раны, так как супруг покончил из-за неё с собой, не выдержав её упрёков и оскорблений. Однако это не останавливает Митча, он считает, что они нужны друг другу.
Всё идёт к свадьбе Митча и Бланш, но Стэнли выясняет о ней истину: на самом деле Бланш была уволена с работы из-за бурного романа с 17-летним учеником, а в родном городе её не воспринимают всерьёз по причине её занятия проституцией и постоянных кратковременных интрижек с различными мужчинами. Стэнли рассказывает об этом супруге и Митчу, который теперь, по его словам, «не собирается прыгать в аквариум, полный акул».
Стэнли отвозит рожающую Стеллу в госпиталь, а по возвращении сталкивается с Бланш. Та заявляет ему очередные выдумки, что получила телеграмму от давнего богатого поклонника и собирается в круиз по Карибам на яхте. Стэнли разоблачает её и идёт на открытую конфронтацию с намёком на насилие, высказывает ей, что он не намерен терпеть её выходки, в то время как она живёт под крышей их со Стеллой дома, пьёт и ест за его счёт. Не выдержав очередного удара судьбы и не сумев справиться с эмоциями, Бланш сходит с ума.
Вскоре после рождения ребёнка Стэнли организовывает её размещение в психиатрическую больницу. Бланш вначале полагает, что за ней приехал её богатый поклонник, но позже понимает истинную ситуацию и что выхода у неё нет. Она сдаётся, и доктор и надзирательница увозят её.
В финальной сцене фильма Стелла, опустошённая судьбой сестры, кричит, что больше никогда не вернётся к Стэнли. Она забирает ребёнка и взбегает по лестнице к соседям. За кадром слышен неоднократный крик Стэнли: «Стелла! Эй, Стелла!…». (В финале оригинальной пьесы, Стелла сначала переживает за Бланш, но постепенно успокаивается в объятиях Стэнли).

## В ролях
- Вивьен Ли — Бланш Дюбуа
- Марлон Брандо — Стэнли Ковальски, продавец автозапчастей
- Ким Хантер — Стелла Ковальски, сестра Бланш, жена Стэнли
- Карл Молден — Гарольд «Митч» Митчел, друг Стэнли
- Руди Бонд — Стив Хаббел
- Ник Деннис — Пабло Гонсалес
- Пег Хиллиас — Юнис Хаббелл, соседка Ковальски
- Райт Кинг — собиратель пожертвований
- Ричард Геррик — доктор
- Энн Дир — экономка
- Эдна Томас — мексиканка
- Микки Кун — матрос

## Создание
На ранней стадии разработки проекта Уильям Уайлер изъявлял свой интерес к экранизации пьесы Теннесси Уильямса и видел в роли Бланш Бетт Дейвис. Роль Бланш была первоначально предложена Джессике Тэнди, затем от неё отказалась Оливия де Хэвилленд, а Вивьен Ли она досталась потому, что фильмы с участием этой актрисы собирали большую кассу. Джон Гарфилд отказался от роли Стэнли, так как не хотел оказаться в тени своей звёздной партнёрши.
Элиа Казан поначалу не хотел браться за постановку, поскольку считал, что он сделал с пьесой всё, что мог, ещё на театральной сцене. Уговорил же его стать режиссёром фильма сам Теннесси Уильямс. Картина была снята за 36 дней. До съёмок в фильме Вивьен Ли сыграла Бланш в первой лондонской постановке пьесы Уильямса, режиссёром которой был её тогдашний муж Лоренс Оливье. Позже мисс Ли призналась, что Оливье повлиял на её исполнение роли Бланш в картине больше, чем постановщик киноверсии Элиа Казан. Сразу девять участников бродвейской постановки «Трамвая „Желание“» во главе с Марлоном Брандо повторно исполнили свои роли в киноверсии.
Англичанка Вивьен Ли чувствовала себя не в своей тарелке, снимаясь в одной компании с членами нью-йоркской театральной труппы. Эти её ощущения Элиа Казан удачно использовал в картине. Снявшись в этой картине, Вивьен Ли, и до этого страдавшая серьёзным психическим заболеванием, именуемым маниакально-депрессивный психоз, стала плохо отличать действительность от жизни её героини. В одном из поздних интервью мисс Ли признавалась, что именно роль Бланш привела её к безумию, в том числе из-за которого актриса ушла из жизни в столь раннем 53-летнем возрасте.
В нескольких интервью Брандо заявлял, что ненавидит своего персонажа.

## Оценки

### Касса
Фильм собрал 4,2 миллиона долларов в Соединенных Штатах и Канаде, став пятым по величине по кассовым сборам 1951 года, при этом было продано 15 миллионов билетов при производственном бюджете в 1,8 миллиона долларов.
Переиздание от 20th Century Fox в 1958 году принесло ещё 700 000 долларов.

### Критика
После выхода фильм получил очень высокие оценки критиков.
Критик «Нью-Йорк Таймс» Босли Краузер заявил, что «внутренние муки редко проецируются с такой чувствительностью и ясностью на экране», и высоко оценил работы Вивьен Ли и Марлона Брандо. Кинокритик Роджер Эберт также похвалил фильм, назвав его «великим ансамблем фильмов».
На сайте Rotten Tomatoes фильм имеет рейтинг 98 %, основанный на 56 рецензиях критиков, со средним баллом 8,7 из 10. На сайте Metacritic картина набрала 97 баллов из 100 на основании 20 отзывов критиков, что означает «всеобщее признание».

## Награды и номинации

### Награды
- 1951 — Венецианский кинофестиваль
  - Серебряный лев — Специальный приз жюри — Элиа Казан
  - Кубок Вольпи за лучшую женская роль — Вивьен Ли
- 1952 — Премия «Золотой глобус»
  - Лучшая женская роль второго плана — Ким Хантер
- 1952 — Премия «Оскар»
  - Лучшая женская роль — Вивьен Ли
  - Лучшая мужская роль второго плана — Карл Молден
  - Лучшая женская роль второго плана — Ким Хантер
  - Лучшая работа художника-постановщика (чёрно-белый фильм) — Ричард Дэй, Джордж Джеймс Хопкинс
- 1953 — Премия BAFTA
  - Лучшая британская актриса — Вивьен Ли

### Номинации
- 1951 — Венецианский кинофестиваль
  - «Золотой лев» — Элиа Казан
- 1952 — Премия «Оскар»
  - Лучший фильм — Чарльз К. Фельдман
  - Лучший режиссёр — Элиа Казан
  - Лучшая мужская роль — Марлон Брандо
  - Лучший адаптированный сценарий — Теннесси Уильямс
  - Лучшая музыка (саундтрек к драматическому или комедийному фильму) — Алекс Норт
  - Лучшая операторская работа (чёрно-белый фильм) — Гарри Стредлинг-старший
  - Лучший дизайн костюмов — Люсинда Баллард
  - Лучший звук — Натан Левинсон
- 1952 — Премия «Золотой глобус»
  - Лучший фильм (драма)
  - Лучшая женская роль (драма) — Вивьен Ли
- 1953 — Премия BAFTA
  - Лучший фильм

## Факты
- Трамвай «Желание» действительно курсировал в Новом Орлеане, где Теннесси Уильямс проживал в 1947 году. Названный по улице Desire в районе Байуотер[англ.], он проходил через Французский квартал недалеко от дома писателя. Однако до выхода фильма в 1951 году трамвай «Желание» не дожил — в 1948 году его заменили на автобусный маршрут.
- Актёр Микки Кун, сыгравший племянника героини Вивьен Ли в «Унесенных ветром», исполнил в «Трамвае „Желание“» роль моряка, который помогает Бланш войти в трамвай.
- Фразы «Стелла! Эй, Стелла!» и «Я всегда полагалась на доброту незнакомцев» заняли 45-е и 75-е места в списке 100 самых крылатых кинофраз, составленном Американским институтом киноискусства.
- Роль Карла Молдена в немецком переводе озвучивал актёр Макс Эккард.
- Сюжет фильма упоминается во втором эпизоде четвёртого сезона мультсериала «Симпсоны» («Трамвай „Мардж“»).

## Признание
По версии Американского института кино картина занимает ряд мест:
- 45-е (1998) и 47-е (2007) места в списке 100 фильмов
- 100 звёзд
- 4-е место в списке мужчин (Марлон Брандо)
- 16-е место в списке женщин (Вивьен Ли)
- 67-е место в 100 страстей
- 45-е («Стелла! Эй, Стелла!») и 75-е («Я всегда полагалась на доброту незнакомцев») места в 100 киноцитат
- 19-е место в 25 саундтреков